# Draconarius incertus
Draconarius incertus là một loài nhện trong họ Amaurobiidae.
Loài này thuộc chi Draconarius. Draconarius incertus được Jia-Fu Wang miêu tả năm 2003.